# Lena und das Geheimnis der blauen Hirsche
Lena und das Geheimnis der blauen Hirsche (niederl. Originaltitel:  Dertien rennende hertjes) ist ein Kinderbuch des niederländischen Autors Edward van de Vendel. Die deutsche Übersetzung ist 2014 beim Gerstenberg Verlag erschienen. Illustriert wurde das Buch vom niederländischen Illustrator Mattias De Leeuw. Lena und das Geheimnis der blauen Hirsche ist für den Deutschen Jugendliteraturpreis 2015 in der Kategorie Kinderbuch nominiert.

## Handlung
Eigentlich sitzt Lena, wie sonst auch häufig mit ihrer Mutter am Küchentisch. Doch als ihre Mutter kurz beschäftigt ist, passiert etwas Außergewöhnliches – 13 blaue Minihirsche springen aus einer blauen Vase und erklären Lena zu ihrer Meisterin, bevor sie in einem Bild in ihrem Zimmer wieder verschwinden.
Sie ist nun eine Meisterin, darf jedoch niemandem davon erzählen, nicht einmal ihrer Mutter, denn sonst kommen sie nicht mehr wieder, so erklärt es ihr Bruder Raff. Er selbst hatte auch Besuch eines Tieres, jedoch seinem Vater davon erzählt, woraufhin sein Tier nie mehr aufgetaucht ist.
Die Existenz ihrer blauen Minihirsche gibt Lena von nun an Stärke und Selbstvertrauen in ihrem Alltag. Es ist so, als würde eine kleine Sonne in ihrem Inneren leuchten, die auch strahlt, wenn sie traurig ist, Pech hat oder gehänselt wird.
Als die Mutter Lena und ihren Bruder Raff von ihrer Schwangerschaft erzählt und die beiden damit  überraschen will, dass sie ein kleines Geschwisterchen bekommen, kommt es erneut zu einem Wutausbruch von Raff. Doch diesmal zeigt sich sein eigenes Tier, von dem er dachte, er würde es nie mehr wiedersehen: ein schwarzer Löwe. Gleichzeitig tauchen auch Lenas Hirsche auf einmal wieder auf und werden von Raffs wütenden Löwen angegriffen. Jedoch gelingt es Raff, seinen Löwen zu beruhigen und in ein ruhiges Kätzchen zu verwandeln und damit Lenas Hirsche zu retten.
In der Geschichte wird nicht nur der Entwicklungsprozess von Lena und Raff beschrieben, es geht auch um die Geschwisterbeziehung der beiden. Anfangs ist diese Beziehung vor allem aufgrund von Raffs aufbrausenden Temperament belastet, jedoch bringen die Tiere,  Lenas 13 blaue Hirsche und Raffs schwarzer Löwe, die beiden einander näher. Raff gelingt es, seine Wut in den Griff zu bekommen, und beide teilen ein gemeinsames Geheimnis.

## Buchpräsentationen
Im September 2015 stellte Edward van de Vendel das Buch beim Kinder- und Jugendprogramm des 15. Internationalen Literaturfestival Berlin vor.